# Christkindlmarkt am Marienplatz

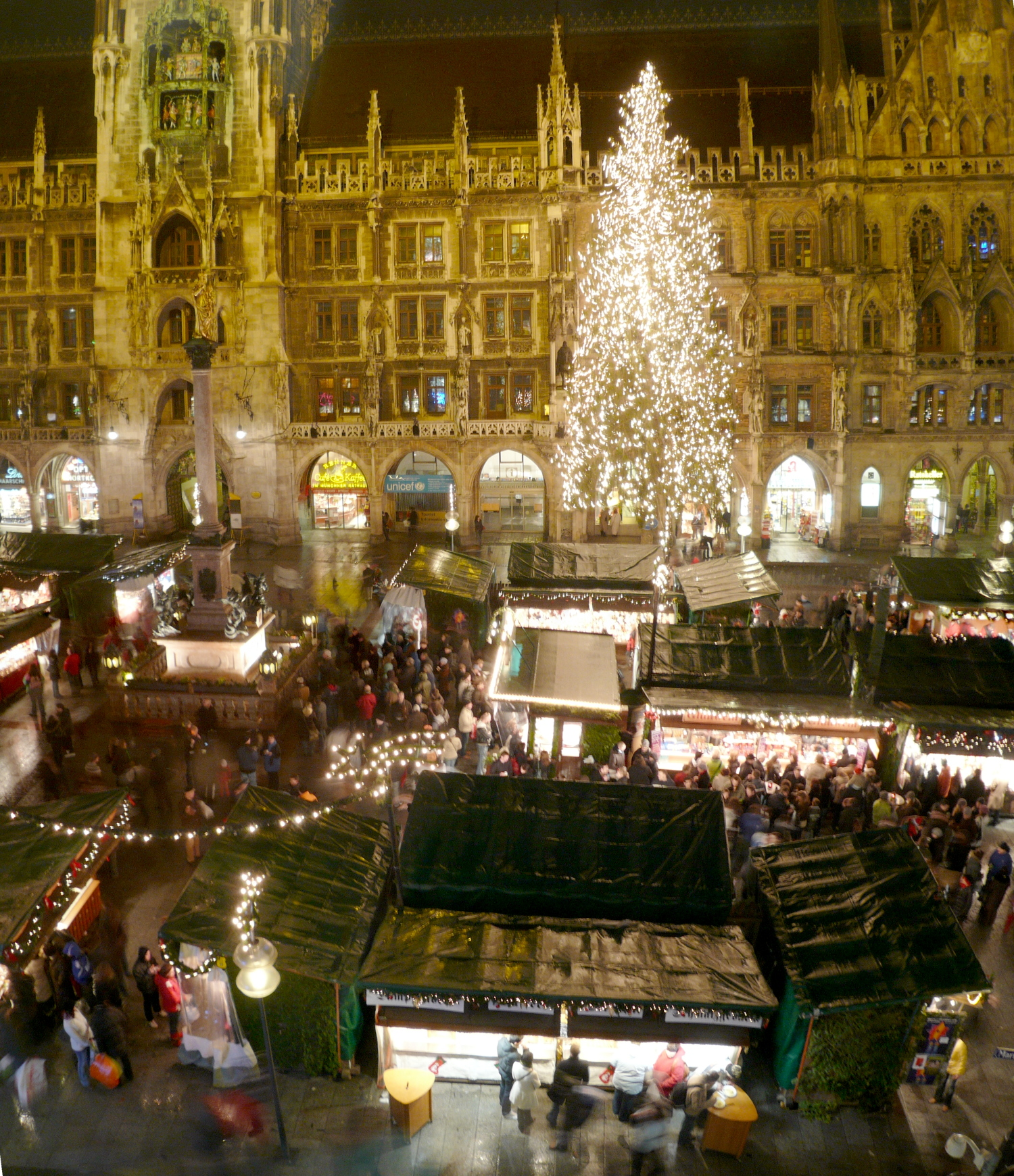
Münchner Christkindlmarkt

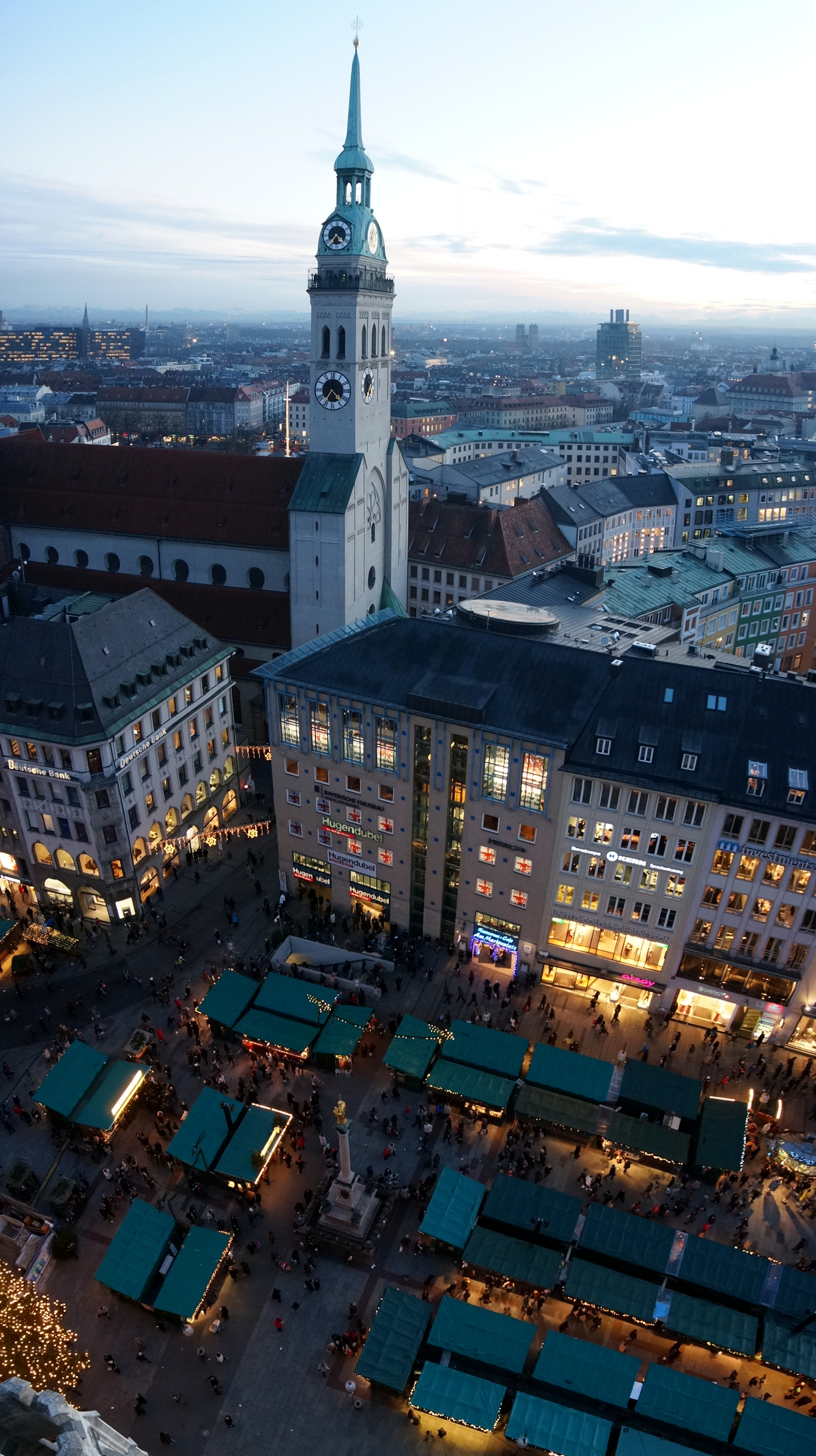
Vom Rathausturm gesehen

Der Christkindlmarkt am Marienplatz ist ein Weihnachtsmarkt am Marienplatz in München. Veranstalter ist das Referat für Arbeit und Wirtschaft (RAW) der Stadtverwaltung München.

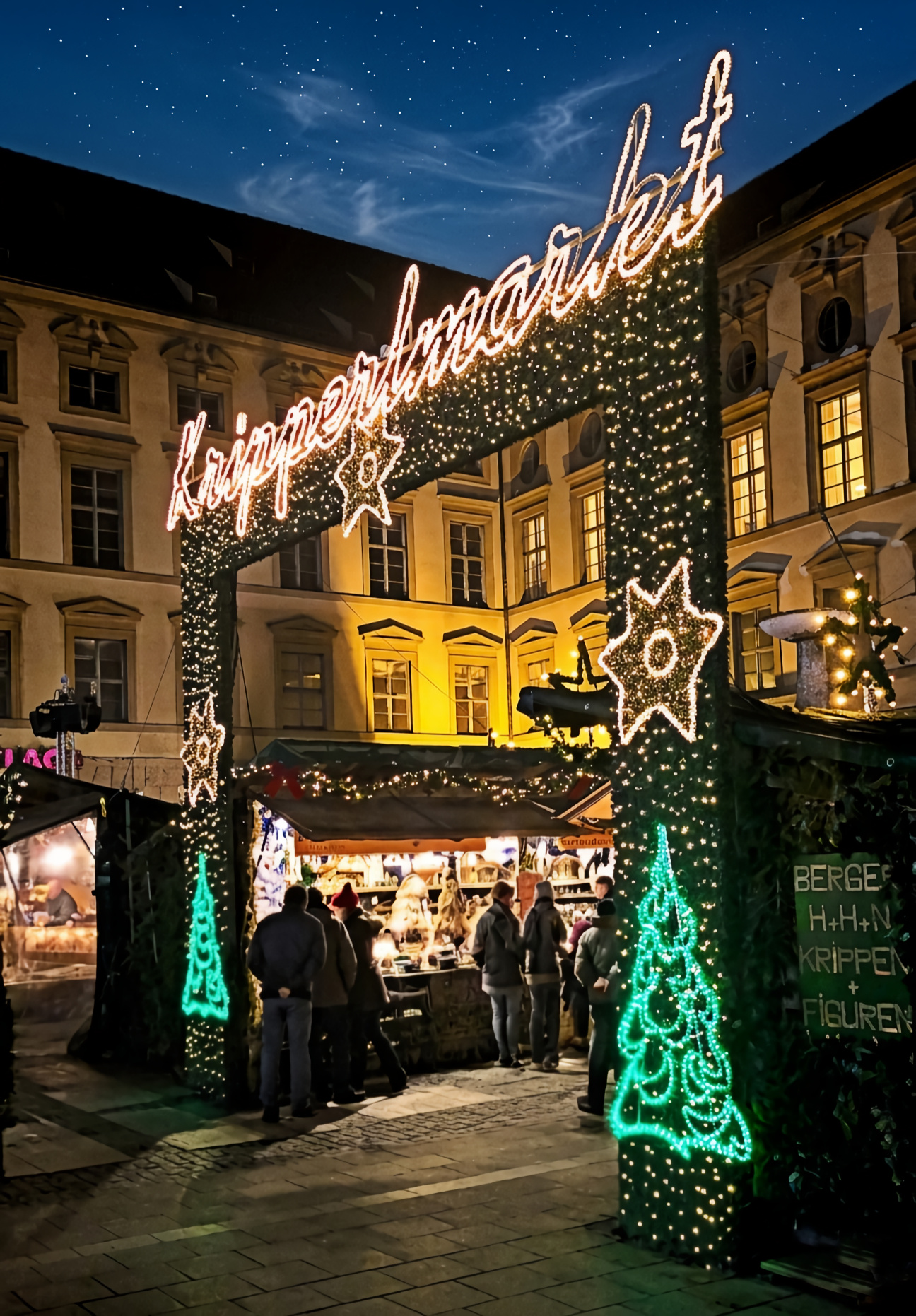
Kripperlmarkt 2016

Mit seinen etwa 140 Marktständen hat er heute jährlich rund drei Millionen Besucher aus aller Welt. Neben dem umfangreichen musikalisch-kulturellen Begleitprogramm gehört zu seinen Attraktionen der fast 30 Meter hohe Christbaum vor dem Rathaus mit rund 2.500 Lichtern, der jedes Jahr von einer anderen Ortschaft aus dem In- oder Ausland (Österreich, Südtirol) den Münchner Bürgern gespendet wird. Als Entgelt für das Geschenk darf sich die Gemeinde im Innenhof des Rathauses touristisch präsentieren und einen Glühweinausschank betreiben. Das hohe Interesse außerstädtischer Gemeinden an dieser Selbstdarstellungsmöglichkeit zwang die Organisatoren zur Führung einer mehrjährigen Warteliste. Der Markt hat üblicherweise vom Montag vor dem 1. Adventssonntag bis zum Heiligen Abend täglich geöffnet.

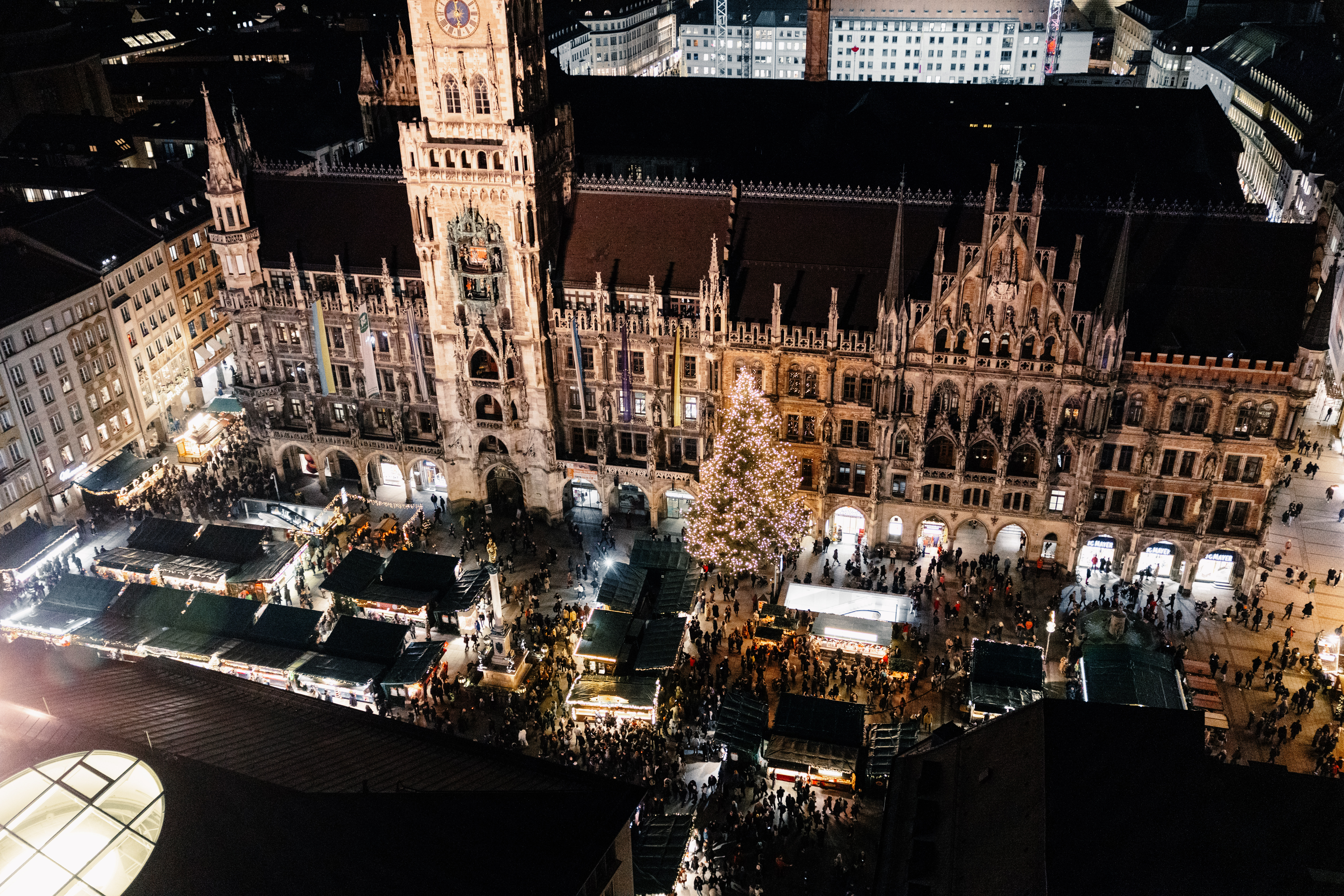
Blick vom "Alten Peter" auf den Münchner Christkindlmarkt auf dem Marienplatz.

Südlich des Marienplatzes in Richtung Rindermarkt schließt sich der sogenannte Kripperlmarkt an. Neun Verkaufsstände bieten ausschließlich Krippen, Krippenfiguren und sonstiges Zubehör an. Daneben finden sich auch einige der jahreszeitlich üblichen Verköstigungsbuden. Der Kripperlmarkt in der Münchner Fußgängerzone ist täglich geöffnet und schließt gleichfalls am 24. Dezember (Heiligabend) um 14 Uhr.

## Geschichte
Der größte und älteste Christkindlmarkt in München wurde 1310 als Nikolaimarkt (Nikolausmarkt) erstmals urkundlich erwähnt und gehört somit zu den ältesten Weihnachtsmärkten im deutschen Sprachraum. Im Jahre 1806 wurde der Nikolaimarkt in Christmarkt umbenannt. Seit 1972 hat der Markt nach mehrmaligen Standortwechseln seinen Stammplatz am Marienplatz gefunden. Im Laufe der letzten Jahre ist die Veranstaltungsfläche erheblich ausgedehnt worden (z. B. Rindermarkt). Die Veranstaltung im Jahr 2021 wurde aufgrund COVID-19-Pandemie in Bayern abgesagt.